# 鐘釣站

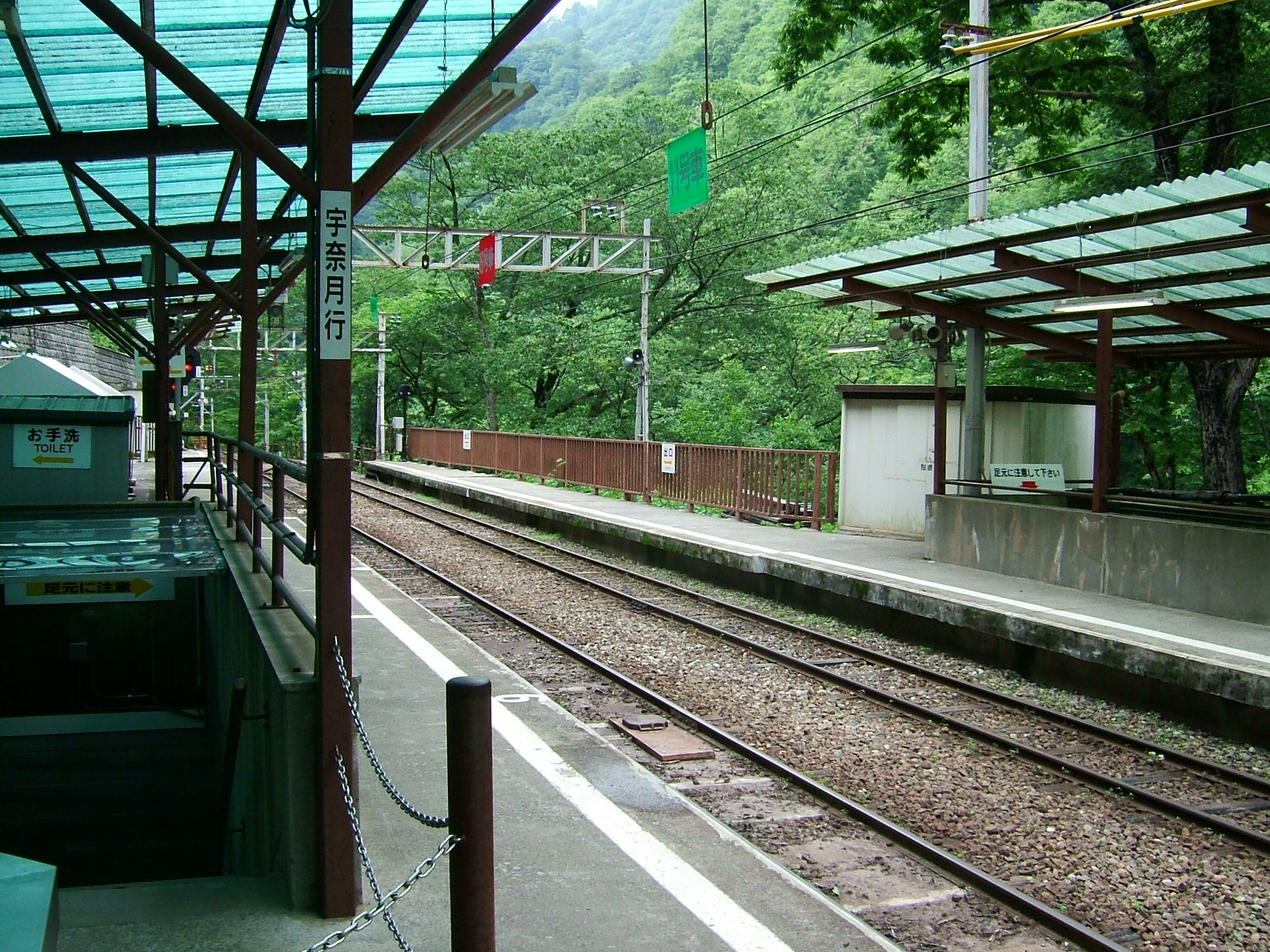
鐘釣站月台（宇奈月站方向）

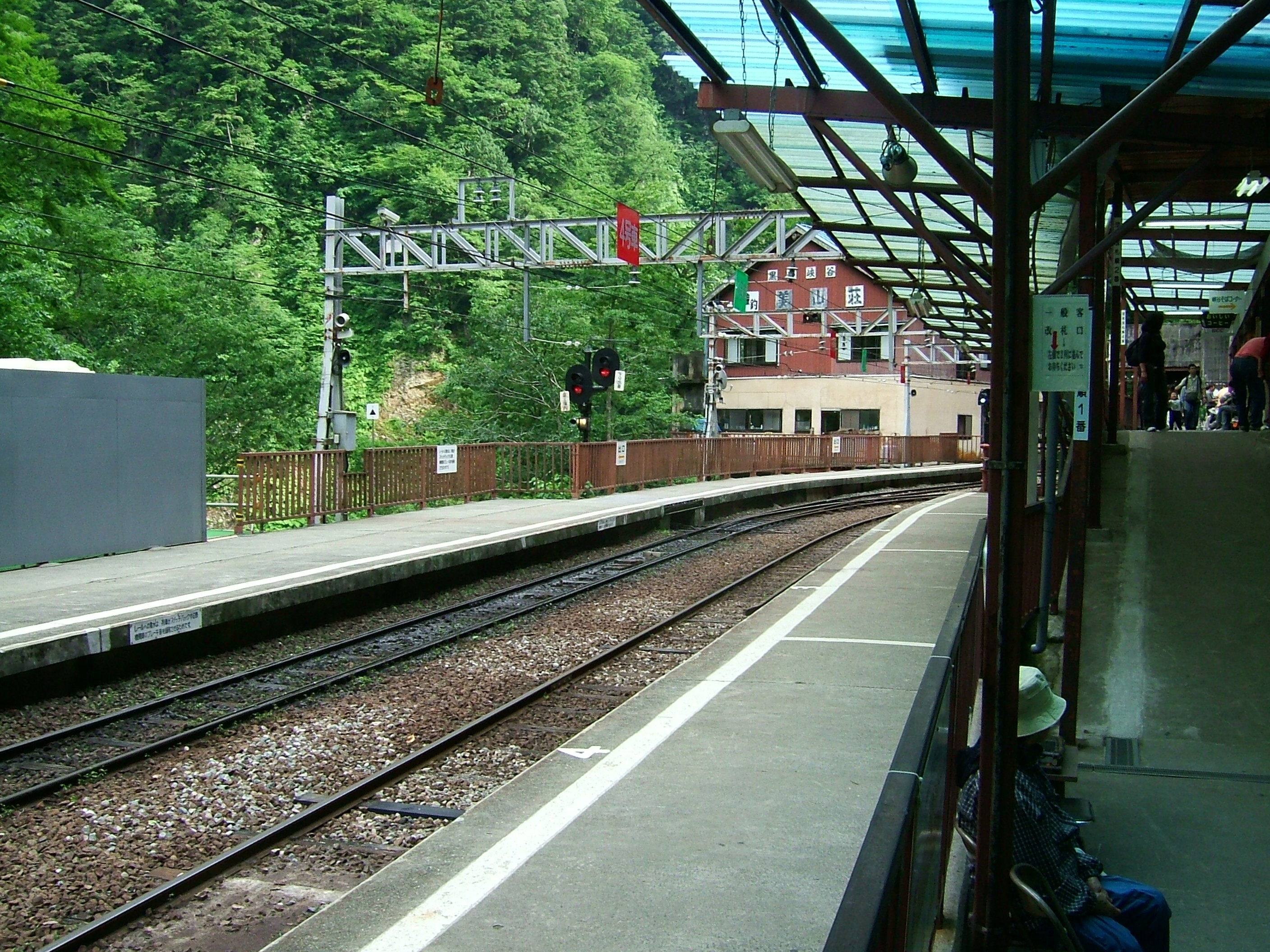
鐘釣站月台（欅平站方向）

鐘釣站（日语：／ Kanetsuri eki */?）是位於富山縣黑部市宇奈月溫泉，黑部峽谷鐵道本線的車站。車站位於海拔440米。

## 歷史
- 1937年 日本電力專用鐵道路線開通。
- 1953年11月16日 關西電力取得地方鐵道許可，開設客運業務，此站啟用[1]。
- 1971年7月1日 關西電力分拆分司，成為黑部峽谷鐵道車站。
- 2024年1月1日 受能登半岛地震影响，貓又站至此站区间受灾无法通行，此后所有旅客列车不再停靠此站、改为在貓又站折返[2]。

### 站名的由來
由於附近有一座似鐘的形狀的山，因此名為「鐘釣」。

## 車站構造
車站是一座地面車站，設有2面2線的相對式月台。此站可進行列車交會和有人車站。一般乘客可於此站上下車。
路線在斜坡中途的平坦趙間，在該處設有交會設備。由於車站兩端已經是斜坡區間，因此月台不可再延長。月台位置中已經有安全側線。當列車進入鐘釣站後，列車會停在本線和安全側線中。在完成上下客後，列車會後退一點點，以列車從本線繼續前進（可算是折返式路線的一種）。另外，上下行線的後方沒有安全側線，因此列車後退時會進入斜坡。另外，列車進入折返式路線，為了減輕機車制動的聲音，路軌上設有散水裝置。

## 車站周邊
- 黑部川
- 鐘釣溫泉（日语：鐘釣温泉）
- 黑部萬年雪展望台
- 鐘釣三尊像
- 黑部峽谷鍾乳洞群（日语：黒部峡谷鍾乳洞群）

## 相鄰車站
黑部峽谷鐵道
本線
關西電力專用列車
貓又－鐘釣－小屋平
旅客列車
貓又－鐘釣－欅平
- 2024年起，因能登半島地震受災，列車無法前往此站而在貓又站折返；10月5日起貓又站提供一般旅客上落客服務。

## 注腳
1. ↑  今尾惠介監修《日本鉄道旅行地図帳 6号北信越》 新潮社 2008年10月18日 p.39
2. ↑  . NHK. 2024-08-28  [2025-02-24]. （原始内容存档于2024-09-18） （日语）.

## 外部連結
- 鐘釣駅 - 黒部峡谷鉄道